# Шварцбурд, Борис Исаакович
Борис Исаакович Шварцбурд (3 марта 1908, Рыбница, Балтский уезд, Подольская губерния — 3 июля 1979, Москва) — советский учёный в области машиностроения, доктор технических наук, профессор.

## Биография
С 1957 года на протяжении нескольких десятилетий был сначала доцентом, потом профессором кафедры гидромеханики и гидравлических машин гидроэнергетического факультета Московского энергетического института. В 1978 году был издан его учебник для ВУЗов «Технология производства гидравлических машин».
Был создателем и научным руководителем нового направления инженерной деятельности, связанного с расчётным обоснованием требуемой точности изготовления гидравлических машин и устройств на основе теории вероятности и математической статистики.

## Семья
Мать — Лея Ни́соновна Шва́рцбурд (12 ноября 1888 — 22 мая 1972, Москва). Брат — педагог-математик Семён Исаакович Шварцбурд.

## Монографии
- Б. И. Шварцбурд. Размерные цепи в гидромашинах. М. Московский энергетический институт, 1962. — 72 с.; 2-е изд., перераб. — там же, 1974. Ч. 1. — 58 с., Ч. 2 — 77 с.
- Б. И. Шварцбурд, С. И. Шварцбурд. Задачи по математике для школ с машиностроительной специализацией: Пособие для учителей IX—XI классов. М.: Учпедгиз, 1962. — 95 с.
- Б. И. Шварцбурд, Н. Е. Чернис. Точность сборки универсально-сборных приспособлений (УСП). М.: Издательство стандартов, 1968. — 90 с.
- Б. И. Шварцбурд. Технология производства гидравлических машин. Учебник для вузов по специальности «Гидравлические машины и средства автоматики». М.: Машиностроение, 1978. — 352 с.